# Irmgard Paulis
Irmgard „Irmi“ Paulis (* 16. März 1943 in Kremnitz, Protektorat Böhmen und Mähren) ist eine deutsche Schauspielerin bei Bühne und Fernsehen und eine Theaterregisseurin.

## Leben und Wirken
Irmgard Paulis kam bei Kriegsende 1945 als Vertriebenenkind nach Deutschland. 1964 startete sie als Irmi Paulis ihre Bühnenlaufbahn in Wien. Weitere Theaterstationen waren unter anderem Düsseldorf, Zürich, Frankfurt, München, Kiel und Bremen. Ab 1966 konnte man Irmgard Paulis mit einigen mittelgroßen Rollen in Fernsehproduktionen sehen; in Volker Schlöndorffs Brecht-Verfilmung Baal spielte sie mit der Johanna 1969 an der Seite Rainer Werner Fassbinders. Kurz darauf erhielt Paulis mit der Jenny eine Dauerrolle in der außerordentlich beliebten ARD-Artistenserie Salto Mortale.
Gegen Ende der 1970er Jahre beendete sie ihre Fernsehlaufbahn und wechselte in späterer Zeit zur Bühnenregie, vor allem am Bremer Theater und am Theater am Goetheplatz, ebenfalls in der Hansestadt gelegen. Zu ihren Inszenierungen zählen Das Basilikummädchen (1992), Nennt es meinetwegen Jazz (1992), Aymine und das Schuppentier (1994), Pu, der Bär (1995), Teufel Bekkanko (1996), Das Dschungelbuch (1997), Joseph und seine Brüder (2003, auch 2007 in einer Gastinszenierung am Stadttheater Klagenfurt), Das kalte Herz (2004), Aus 1001 Nacht (2005) und Die wundersame Reise des kleinen Knöterichs (2006).

## Filmografie
- 1966: Der Heiratsschwindler heiratet
- 1967: Die Spur führt nach Amsterdam
- 1968: Der Talisman
- 1969: Der Geizige
- 1969: Baal
- 1969–1972: Salto Mortale (TV-Serie)
- 1975: Familienglück
- 1979: Denkste!?